# Hercostomus nectarophagus
Hercostomus nectarophagus är en tvåvingeart som beskrevs av Charles Howard Curran 1924. Hercostomus nectarophagus ingår i släktet Hercostomus och familjen styltflugor. Inga underarter finns listade i Catalogue of Life.